# M. Jean McLane

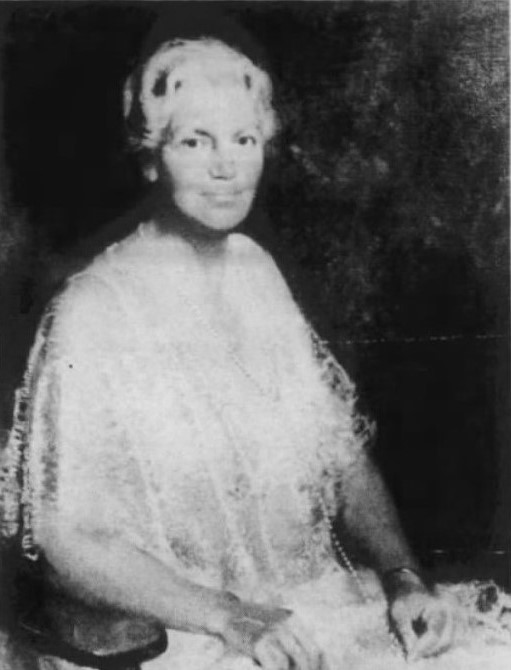
McLane, 1939

 Myrtle Jean McLane (* 14. September 1878 in Chicago, Illinois; † 23. Januar 1964 in Stamford, Connecticut) war eine US-amerikanische Malerin. Sie malte Porträtgemälde von Frauen und Kindern sowie von dem griechischen Ministerpräsidenten Eleftherios Venizelos, dem australischen Premierminister Billy Hughes und Elisabeth, der Königin der Belgier.

## Leben und Werk
McLane war die Tochter von George Alvah McLane und Annie Wirsing McLane. Sie studierte bei John Vanderpoel am Art Institute of Chicago, wo sie 1897 ihren Abschluss machte. Anschließend studierte sie bei Frank Duveneck in Cincinnati. McLane zog später nach New York, um bei William Merritt Chase zu studieren. Chase war der erste, der ein Gemälde ihrer frühen Werke erwarb.
McLane heiratete 1905 den in Dänemark geborenen Maler John Christen Johansen, mit dem sie zwei Kinder bekam. Sie und ihr Mann lebten in New York City, wo sie auch ihre getrennten Studios hatten. Die Sommer verbrachten sie in Stockbridge (Massachusetts) und manchmal in Europa.
1912 gründete sie gemeinsam mit ihrem Ehemann die National Foundation of Portrait Painters. Im selben Jahr wurden sie, ihr Ehemann und sechs weitere amerikanische Maler von einer Gruppe von Philanthropen damit beauftragt, 22 Persönlichkeiten aus dem Ersten Weltkrieg zu porträtieren. McLane malte das einzige Porträt einer Frau, Elisabeth, Königin der Belgier, welches sich im Smithsonian American Art Museum befindet. Die Ausstellung mit 20 Porträts wurde in verschiedenen amerikanischen Städten gezeigt.
Ebenfalls 1912 wurde sie zum außerordentlichen Mitglied der National Academy of Design und 1926 zur ordentlichen Akademikerin gewählt. 1931 wurde sie in die American Academy of Arts and Letters gewählt. Ihr Porträt des Schauspielers William Gillette hängt in der Akademie. Sie war auch Mitglied des Woman’s Art Club of New York.
Ihr Sohn John M. Johansen wurde Architekt und Mitglied der Harvard Five.
In ihren letzten Jahren lebten sie und ihr Ehemann im Haus ihrer Tochter in New Canaan. Im Alter von 85 Jahren starb sie dort 1964.
Ihre Werke befinden sich in den Sammlungen des Metropolitan Museum of Art und des Smithsonian American Art Museum. Ihre Arbeiten waren auch Teil der Kunstwettbewerbe der Olympischen Sommerspiele 1932.

## Gemälde von M. Jean McLane (Auswahl)

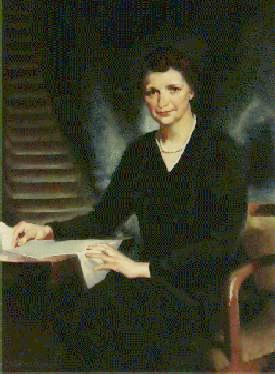
Frances Perkins
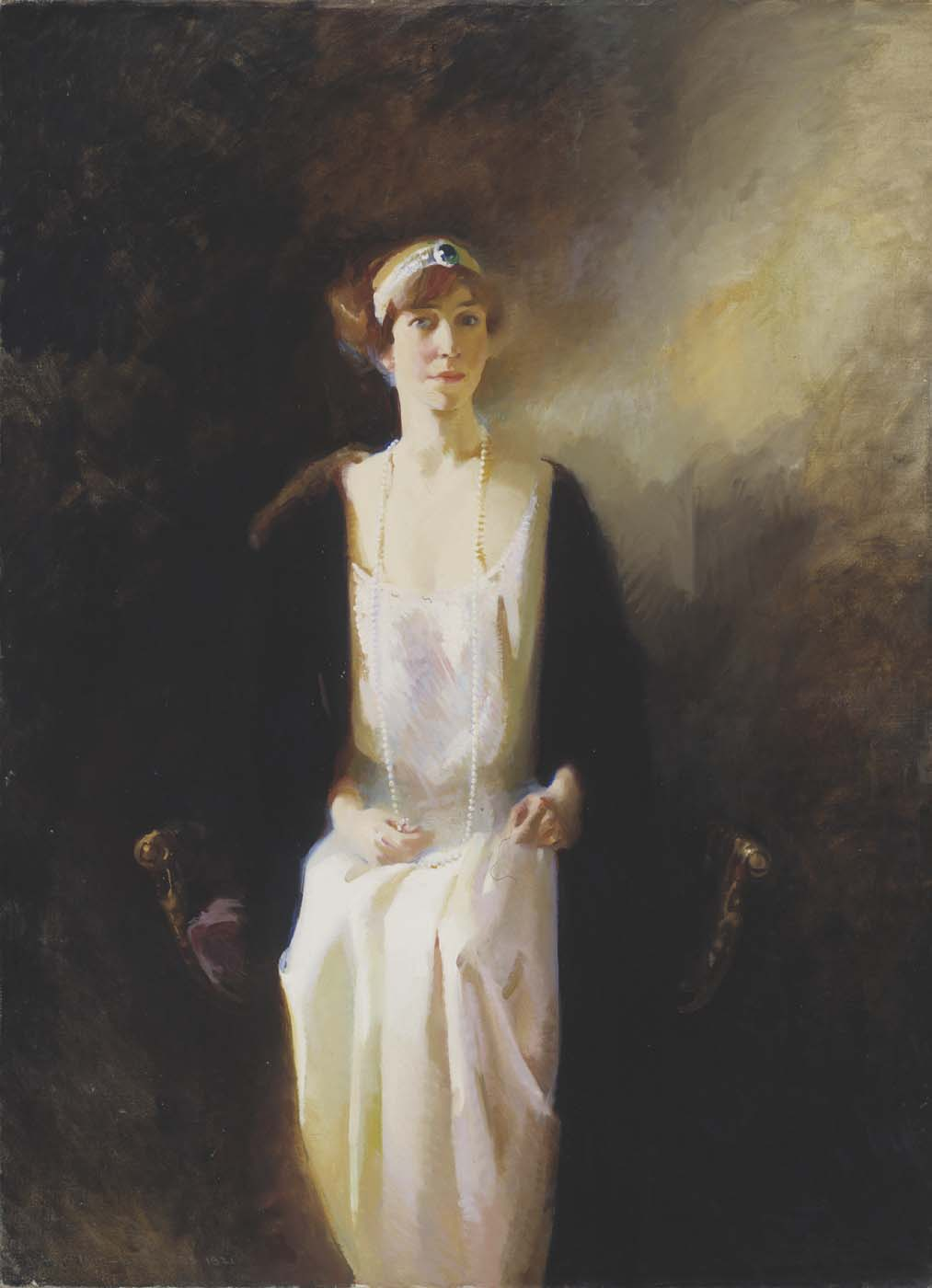
Elizabeth, Queen of the Belgians, 1921
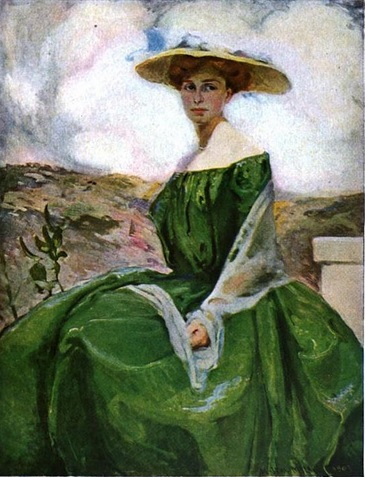
Girl in Green, 1912
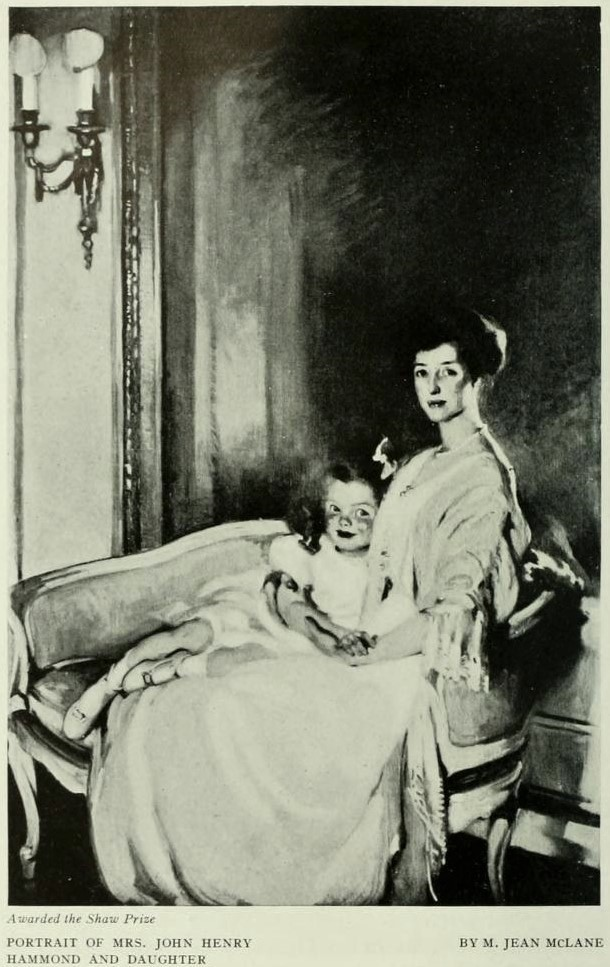
Porträt von Frau John Henry Hammond (Emily Vanderbilt Sloane) und Tochter
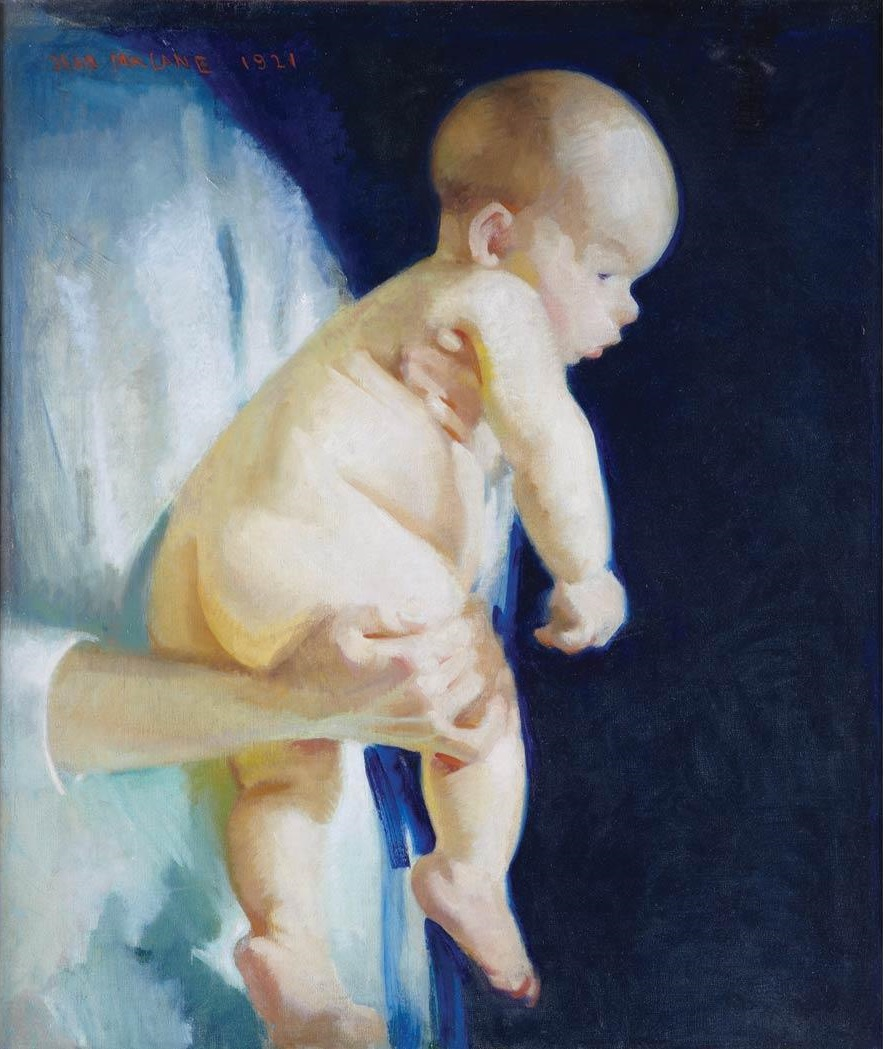
Heading for the Bath, 1921
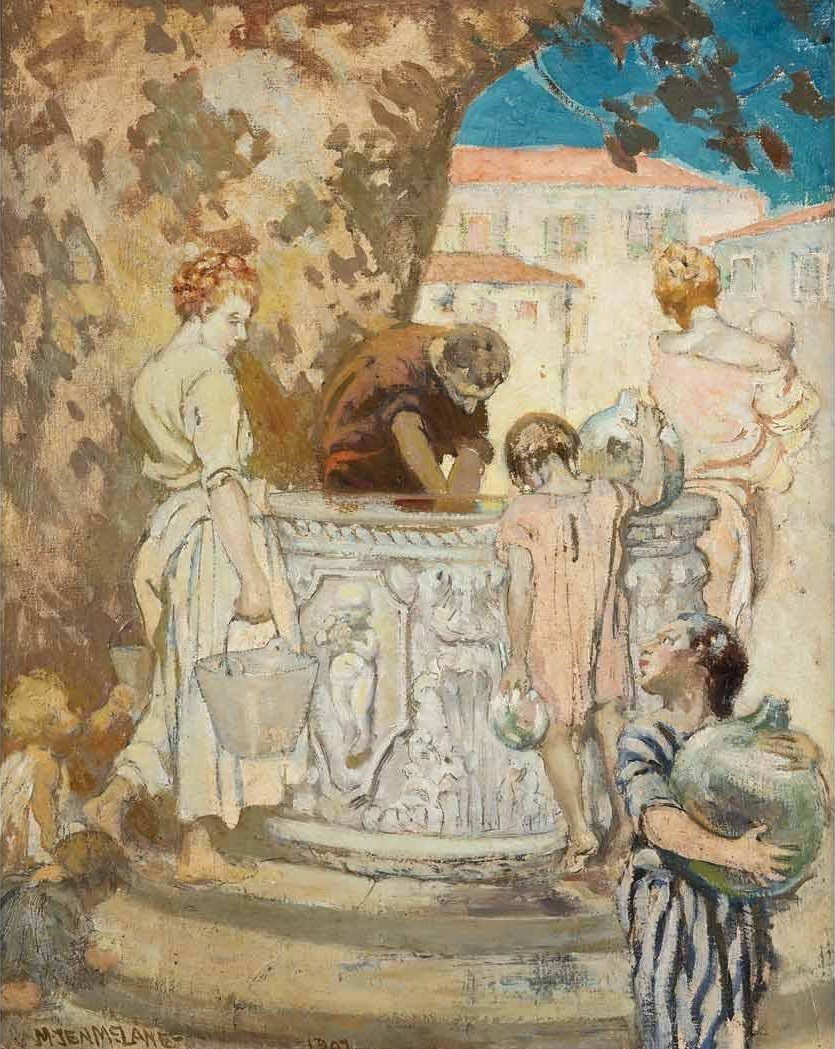
Venetian Well, 1907
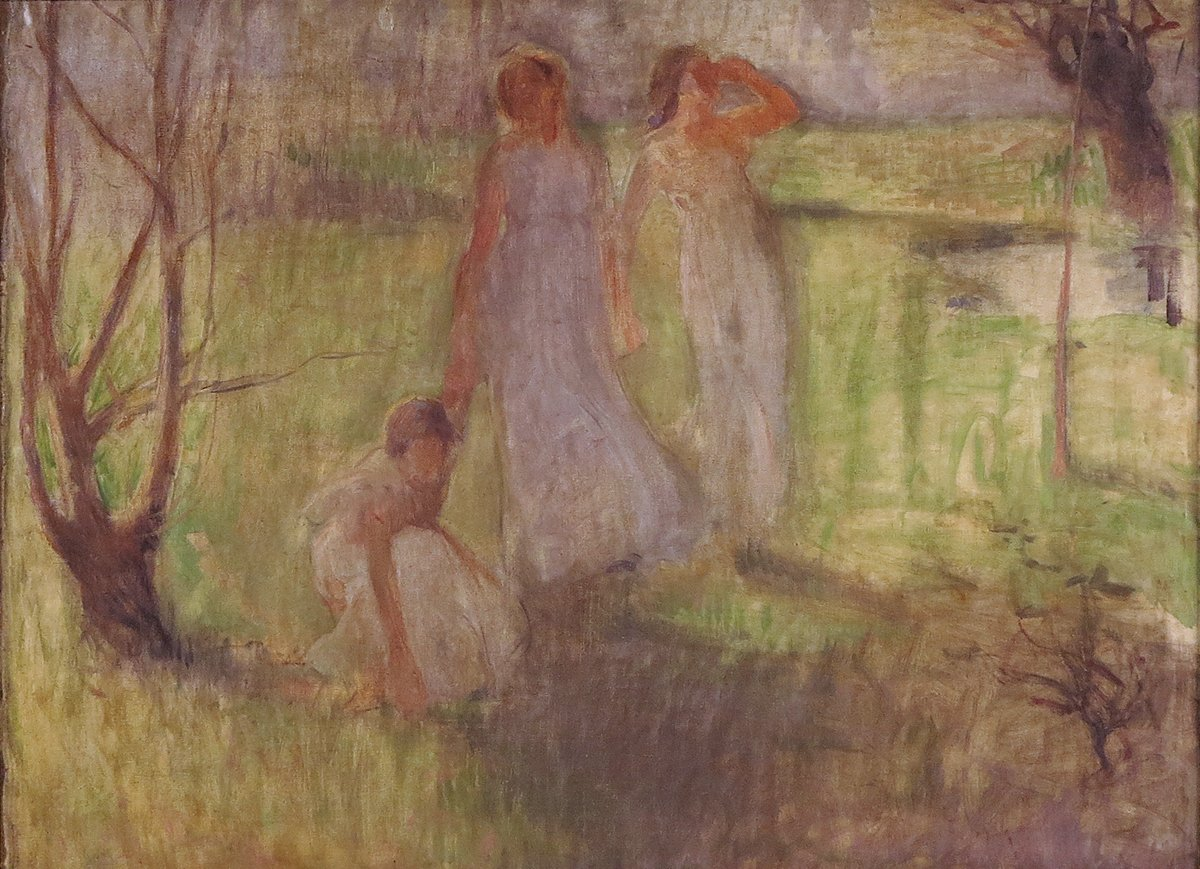
Frühling, 1898
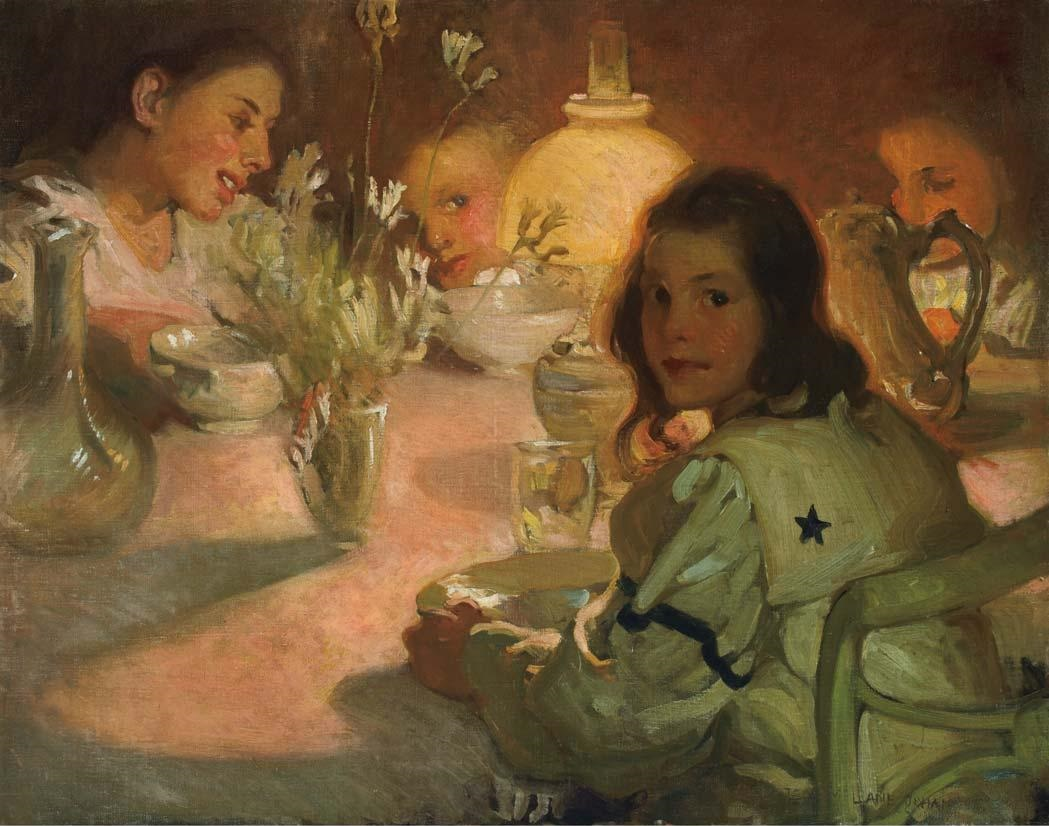
Tea Time, 1905

## Ausstellungen (Auswahl)
- 1896: Jahresausstellung der Art Students League of Chicago, Art Institute of Chicago
- 1897: Jahresausstellung mit Ölgemälden und Skulpturen amerikanischer Künstler, Art Institute of Chicago
- 1901, 1903, 1911: Jahresausstellung von Werken von Künstlern aus Chicago, Art Institute of Chicago
- 1904: Louisiana Purchase Exposition, St. Louis, Missouri
- 1907, 1908: Paris Salon International League, Paris
- 1909: New York Woman’s Art Club
- 1910: Grand Prix Exposition, Buenos Aires, Argentinien
- 1911: Gemälde von John C. Johansen und M. Jean McLane, Art Institute of Chicago
- 1912, 1926: National Academy of Design, New York
- 1914: Jährliche Ölausstellung Gemälde und Skulpturen amerikanischer Künstler, Art Institute of Chicago
- 1915: Vanderbilt Gallery, New York
- 1915: Panama-Pacific International Exposition, San Francisco
- 1919: Central States Fair, Aurora, Illinois
- 1919: Pennsylvania Academy of Bildende Künste, Philadelphia
- 1921: Ausstellung mit Kriegsporträts, Washington, D.C.
- 1926: Corcoran Gallery, Washington, D.C.,
- 1933, 1934: Ein Jahrhundert des Fortschritts, Ausstellung mit Gemälden und Skulpturen, Art Institute of Chicago[7]

## Auszeichnungen
- 1904: Bronzemedaille, Louisiana Purchase Exposition, St. Louis, Missouri
- 1907, 1908: Erster Preis, International League, Paris
- 1909: Ellis Prize, New York Woman’s Art Club
- 1909: Burgess Prize, New York Woman’s Art Club
- 1910: Silbermedaille, Grand Prix Exposition, Buenos Aires
- 1912: Julia Shaw-Preis, National Academy of Design, New York
- 1913: Dritter Hallgarten-Preis, National Academy of Design, New York
- 1914: Lippincott-Preis, Pennsylvania Academy of Fine Art, Philadelphia
- 1915: Silbermedaille, Panama-Pacific International Exposition, San Francisco
- 1924: Harris-Medaille, Jahresausstellung für Ölgemälde und Skulpturen amerikanischer Künstler, Art Institute of Chicago,
- 1930: Mitglied der American Academy of Arts and Letters